# Distretto di Fkirina
Il distretto di Fkirina è un distretto della provincia di Oum el Bouaghi, in Algeria, con capoluogo Fkirina.

## Comuni
Sono comuni del distretto:
- Fkirina
- Oued Nini